# Cală

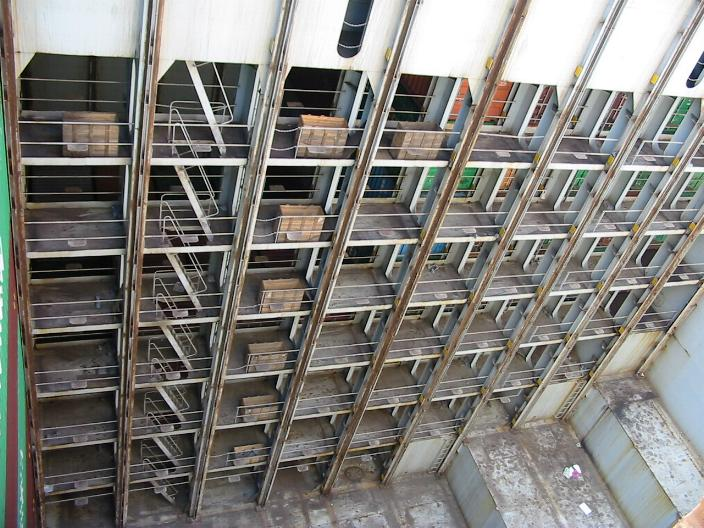

Cală este denumirea generică a compartimentelor de sub puntea navei, în care se încarcă mărfurile. 
În sens strict, termenul se aplică numai în cazul navelor cu o singură punte. La navele cu mai multe punți, termenul indică exclusiv magazia inferioară, reprezentând spațiul de sub puntea inferioară destinat mărfurilor. Pentru protecția mărfurilor, magaziile sunt prevăzute cu o podea, de regulă din lemn, denumită „paiol" și fardaj mobil pe bordaje. 
În interiorul magaziilor este asigurată ventilația, iar la navele moderne există și avertizoare contra incendiului. Fiecare magazie este prevăzută de regulă cu o gură pentru încărcarea și descărcarea mărfurilor, deservită de bigi sau macarale din instalația de încărcare a navei. Unele nave pot avea magazii cu 2 — 3 guri. Gurile de magazii se pot închide etanș împotriva pătrunderii apei. De regulă magaziile navei se numerotează de la prova spre pupa. 